# Cerapachys polynikes
Cerapachys polynikes är en myrart som beskrevs av Wilson 1959. Cerapachys polynikes ingår i släktet Cerapachys och familjen myror. Inga underarter finns listade i Catalogue of Life.